# .bf
.bf és el codi territorial d'Internet de primer nivell (ccTLD) per a Burkina Faso. Va ser introduït el 1993.
És administrat per DELGI. El lloc de registres és ARCE.